# SMS Prinz Adalbert (1865)
«Принц Адальберт»  був броньованим паровим тараном Прусського, а пізніше Імператорського флоту Німеччини.

## Конструкція

### Загальна характеристика і рушій
Корпус  «Принца Адальберта»  був побудований з поперечних каркасів і поєднував у конструкції залізо, так і дерево. Корпус був обшитий міддю, щоб захистити його від  обростання, і він помітно звужувався до верху. Німці вважали корабель недостатньо морехідним. Через таран при русі він підіймав багато води. Однак корабель добре реагував на команди штурвала і мав дуже малий радіус повороту.
Силова установка  «Принца Адальберта», поставлена  компанією Mazeline з Гавра. Корабель мав два двоциліндрових парових двигунів одного розширення, кожен з яких приводив в рух чотирилопатевий гвинт. Двигуни були розміщені в єдиному машинному відділенні. Два магістральні котли, також в одній котельні, постачали пару до двигунів при  тискові у 150 кілоПаскалів.  Два стерна були встановлені поруч, щоб керувати судном і забезпечувати хорошу маневреність, задля використання тарану. Корабель також оснащувався вітрилами за схемою брига, щоб доповнити парові двигуни, проте згодом вітрила дещо зменшеної площі оснастили за схемою шхуни.

### Озброєння та броня
При побудові  «Принц Адальберт» був озброєний основною батареєю з трьох нарізних 36-фунтових дульнозарядних гармат. Одна був розміщений у стаціонарному носовому казематі з п'ятьма гарматними портами, тоді як дві інших були розташовані у баштоподібній (але неспроможній обертатися) структурі на міделі, яка мала два порти. Гармати були на рухомих поворотних кріпленнях, щоб вони могли вести вогонь через різні порти. Після доставки в 1865 році французькі гармати були замінені гарматами виробництва Круппа: 210 мм  гармата L/19 була розміщена в носовій частині і дві 170-мм гармати L/25 в центральній батареї. Передня гармата мала 76 зарядів, а центральні гармати мали по 71 заряду. «Принц Адальберт» був броньований кованим залізом, яке було встановлено на дерев'яному корпусі.  

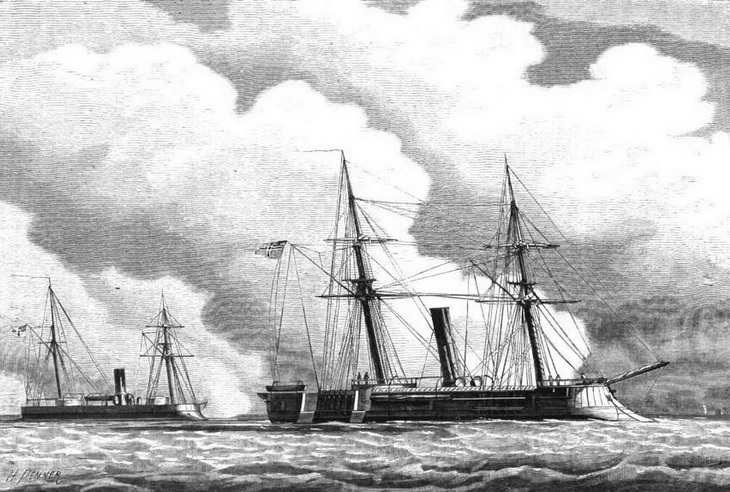
«Принц Адальберт» (праворуч) і «Армініус» (ліворуч)

«Принц Адальберт» був побудований під ім'ям «Хеопс» разом із однотипним «Сфінксом» на французькій верфі братів Арман у Бордо. Формально вони будувалися для ВМС Єгипту, але насправді були призначені для продажу Конфедеративним Штатам Америки. Французький імператор Наполеон III втрутився і наказав братам Арманам негайно продати обидва броненосці іншому покупцеві. На початку 1864 року під час Другої Шлезвізької війни між пруссько-австрійським альянсом і Данією прусський і данський флоти шукали кораблі, які можна було б придбати за кордоном. 31 березня Данія уклала контракт на «Сфінкс», але «Хеопс» був проданий Пруссії 25 травня. Доставка була відкладена через війну, і пруссаки ненадовго скасували замовлення, перш ніж відновити його в січні 1865 року. Корабель було нарешті доставлено в жовтні, і він був введено в експлуатацію 29 числа того місяця як «Принц Адальберт».
Разом з баштовим броненосцем «Армініус», «Принц Адальберт» був одним з перших броньованих кораблів, придбаних прусським флотом.  Корабель був названий на честь принца Адальберта Прусського, одного з творців флоту.  Було виявлено, що корабель перебував у поганому стані на момент вступу на службу, а під час проведення випробувань біля Данії в червні 1865 року корабель сів на мілину.  Під час Австро-прусської війни в 1866 році «Принц Адальберт» був мобілізований у Кілі під командуванням віце-адмірала Едуарда фон Яхмана, але через відсутність супротивників у Північному та Балтійському морях корабель залишився в Балтійських водах на весь час війни.
Корабель не прослужив довго через погану конструкцію, дефекти броньового листа. Він не міг належним чином використовувати вітрила, а його корпус сильно протікав. Однією з основних причин було використанні низькоякісної деревини в конструкції . Ці проблеми вимагали значної модернізації, яка була проведена на військово-морському депо в Гестемюнде в 1868–1869 роках. Його броню довелося зняти та встановити наново, хвилеріз встановили на кормовій частині корабля, а грот-щоглу довелося перемістити. Під час цього ремонту корабель переоснастили на шхуну. Незважаючи на ремонт, «Принц Адальберт» продовжував страждати від серйозних протічок протягом своєї короткої кар'єри, і він залишився поганим вітрильником.
У травні 1870 року «Принц Адальберт» приєднався до трьох броньованих фрегатів «Фрідріх Карл», «Кронпринц» і «Коніг Вільгельм» для візиту до Британії, хоча «Фрідріх Карл» був пошкоджений після того, як сів на мілину в Великому Бельті. Решта кораблів продовжили шлях до Плімута, а «Фрідріх Карл» повернувся до Кіля для ремонту. Потім цей броненосець приєднався до решти кораблів, і 1 липня вони вирушили в навчальний похід до Фаяла на Азорських островах. На той час зросла напруга у відносинах з Францією через кандидатуру Гогенцоллернів на вакантний іспанський престол. Поки ескадра курсувала на схід через Ла-Манш, її командування дізналися про зростаючу ймовірність війни, і  відрядило «Принц Адальберт» до Дартмута, щоб бути в курсі подій. Решта ескадри приєдналася до нього 13 липня, і оскільки війна, здавалося, була неминучою, ескадра повернулася і повернулися додому. «Кронпринц» був змушений взяти «Принц Адальберта» на буксир для подорожі через недостатню швидкість останнього.
Кораблі прибули назад у Вільгельмсгафен 16 липня, за три дні до того, як Франція оголосила війну Пруссії через Емську депешу, поклавши початок Французько-прусській війні 1870–1871 років. Значно менший за чисельністю прусський флот лише протидіяв морській блокаді, здійснюваної французьким флотом. Під час конфлікту «Принц Адальберт» охороняв гавань у Гамбурзі.  У 1871 році було виявлено, що його дерев’яний корпус значно пошкоджено, що змусило його вивести з експлуатації.  Корабель вивели з активного складу флоту 23 жовтня 1871 року та роззброїли в 1875–1876 роках. Корабель було офіційно вилучено з військово-морського обліку 28 травня 1878 року. Того року його утилізували у Вільгельмсгафені, а його двигуни зняли та використали повторно.